# Chrostosoma tabascensis
Chrostosoma tabascensis är en fjärilsart som beskrevs av Dyar 1916. Chrostosoma tabascensis ingår i släktet Chrostosoma och familjen björnspinnare. Inga underarter finns listade i Catalogue of Life.